# Recreatie Centra Nederland
RCN Vakantieparken (Recreatie Centra Nederland) is een recreatiebedrijf met negen vestigingen in Nederland, acht in Frankrijk en een vestiging in Duitsland.

## Geschiedenis
RCN is in 1952 ontstaan op initiatief van het Instituut voor Kerk en Wereld van de Nederlandse Hervormde Kerk.  De stichters hadden het oogmerk een modern recreatiecentrum te stichten speciaal voor de kleine middenstand en geschoolde arbeider en in eerste instantie bedoeld voor gezinnen en niet uitsluitend voor Hervormde gezinnen. Al snel kreeg de stichting, die op het landgoed Hydepark in Doorn het recreatiecentrum Het Grote Bos opzette, een interkerkelijke achtergrond.  Op meerdere plaatsen in het land werden recreatiecentra geopend: campings met tentplaatsen, caravans en ook eenvoudige huisjes en bungalows.
De doelstelling veranderde in de loop der tijd. Zo werd in 1966 als doel gezien: een milieu te scheppen, waarin de gasten zowel wat de accommodatie, als het sociaal-cultureel en geestelijk klimaat betreft tot hun recht kunnen komen.
In de jaren 70 van de vorige eeuw werd de bestuursstructuur omgezet van een stichting naar een besloten vennootschap. Er moest geïnvesteerd worden om een volwaardig recreatiebedrijf te realiseren. Regelmatig werd hierbij gebalanceerd tussen het commerciële doel en de oorspronkelijke meer ideële doelstelling.
Door samenwerking met de diverse overheden in de beginfase, bevinden de centra van RCN zich op locaties, die vaak gelegen zijn op de grens van bos- en weidelandschappen of direct aan het water van een van de (nieuwe) meren.
Vlak voor de eeuwwisseling werd RCN actief in Frankrijk. RCN verwierf daar een achttal campings waar voornamelijk Nederlandse gasten komen.
Sinds 2020 heeft RCN de stap naar Duitsland gemaakt.

## Parken

### Huidige RCN-parken in Nederland
| Park          | Plaats     | Provincie     | Sinds |
| ------------- | ---------- | ------------- | ----- |
| Het Grote Bos | Doorn      | Utrecht       | 1952  |
| De Noordster  | Dwingeloo  | Drenthe       | 1958  |
| Toppershoedje | Ouddorp    | Zuid-Holland  | 1960  |
| De Flaasbloem | Chaam      | Noord-Brabant | 1961  |
| De Roggeberg  | Appelscha  | Friesland     | 1963  |
| De Jagerstee  | Epe        | Gelderland    | 1965  |
| De Potten     | Sneek      | Friesland     | 1966  |
| De Schotsman  | Kamperland | Zeeland       | 1975  |
| Zeewolde      | Zeewolde   | Flevoland     | 1980  |

### Voormalige RCN-parken in Nederland
| Park          | Plaats   | Provincie  | Data      | Huidige Organisatie      |
| ------------- | -------- | ---------- | --------- | ------------------------ |
| Het Trefpunt  | Ermelo   | Gelderland | 1959-1987 | Gesloten in 2007         |
| Bergumer Meer | Suameer  | Friesland  | 1977-1989 | Hogenboom Vakantieparken |
| Hommelheide   | Susteren | Limburg    | 1999-2006 | Europarcs                |

### Huidige RCN-parken in Frankrijk
| Park                       | Plaats            | Departement             | Sinds |
| -------------------------- | ----------------- | ----------------------- | ----- |
| La Ferme du Latois         | Coëx              | Vendée                  | 2002  |
| Le Moulin de la Pique      | Belvès            | Dordogne                | 1999  |
| Les Collines de Castellane | Castellane        | Alpes-de-Haute-Provence | 2001  |
| La Bastide en Ardèche      | Sampzon           | Ardèche                 | 2004  |
| Domaine de la Noguiere     | Le Muy            | Var                     | 1999  |
| Val de Cantobre            | Nant              | Aveyron                 | 2000  |
| Belledonne                 | Le Bourg-d'Oisans | Isère                   | 2008  |
| Port l'Epine               | Bretagne          | Côtes-d'Armor           | 2010  |

### Huidig RCN-park in Duitsland
| Park        | Plaats    | Deelstaat      | Sinds |
| ----------- | --------- | -------------- | ----- |
| Laacher See | Wassenach | Rijnland-Palts | 2020  |

## Trivia

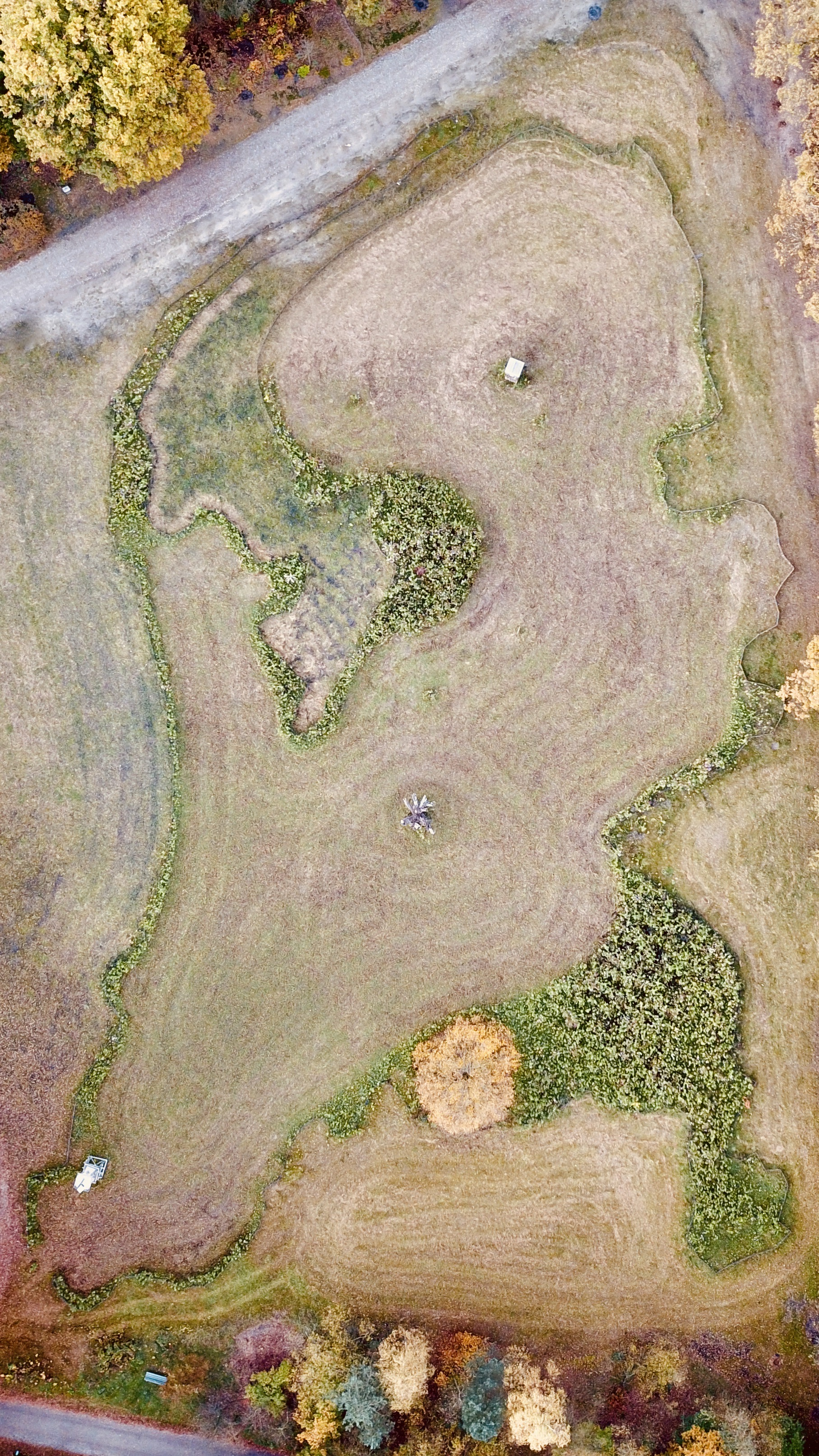
De kaart van Nederland nagemaakt op RCN het Grote Bos in Doorn. Op moment van opname waren nog niet alle fauna-objecten gerealiseerd.

Op RCN het Grote Bos in Doorn (Utrecht) is op het terrein een kaart van Nederland nagemaakt die vanuit de lucht goed te zien is. Alle huidige RCN locaties in Nederland zijn aangegeven met een fauna-object. Het Landart project heeft een lengte van ongeveer 100 meter.